# Drew Pearson
Drew Pearson (* 12. Januar 1951 in South River, New Jersey, USA), Spitzname: Mr. Clutch, ist ein ehemaliger US-amerikanischer American-Football-Spieler. Er spielte als Wide Receiver in der National Football League (NFL) bei den Dallas Cowboys.

## Jugend
Drew Pearson wurde als Sohn von Mary Pearson Schenck und Samuel Pearson Sr. geboren. Sein Vater arbeitete als Wäger bei einer Firma für landwirtschaftliche Produkte, seine Mutter war als Reinemachefrau tätig. Drew Pearson wuchs mit seinem sieben Geschwistern in seiner Geburtsstadt auf und besuchte dort die High School. Er spielte bei der dortigen Footballmannschaft als Quarterback und war auch als Basketball- und Baseballspieler aktiv. Pearson stammte aus einer sportbegeisterten Familie. Sein älterer Bruder Sam war gleichfalls in seiner Jugend ein erfolgreicher Footballspieler und wurde von den Cincinnati Bengals gedraftet. Aufgrund einer Verletzung, die er bei einem häuslichen Unfall erlitt, musste er seine Footballlaufbahn noch vor seinem ersten Spiel als Profi beenden.

## Spielerlaufbahn

### Collegekarriere
Nach seinem Schulabschluss erhielt Drew Pearson ein Stipendium an der University of Tulsa. Er spielte dort von 1970 bis 1972 für die Tulsa Golden Hurricane Football zunächst auf der Position eines Quarterbacks und wechselte nach einem Jahr auf die Position eines Wide Receivers. Pearson fing während seiner Studienzeit 55 Pässe für einen Raumgewinn von 1119 Yards und sechs Touchdowns. Die Tulsa Golden Hurricane waren eine lauforientierte Footballmannschaft. Das Passspiel des Colleges war dabei wenig bedeutend. Die Scouts der NFL hielten Pearson als Profispieler für wenig geeignet, er galt als nicht athletisch genug und seine Laufzeit auf einer Strecke über 40 Yards lag mit 4,6 Sekunden über dem Limit von 4,5 Sekunden. Ihm wurde eine späte Verpflichtung in der NFL Draft prophezeit.

### Profikarriere
Drew Pearson wurde nie in einer NFL Draft gezogen. Nachdem die NFL Draft 1973 beendet worden war, traten die Dallas Cowboys an ihn heran und boten ihm einen Profivertrag mit einer Laufzeit von drei Jahren und einem Jahresgehalt von 14.500 US-Dollar an. Pearson schloss sich 1973 dem von Tom Landry betreuten Team aus Dallas an. Bereits in seinem Rookiespieljahr machte er landesweit auf sich aufmerksam. Die Cowboys hatten sich mit einer Saisonbilanz von zehn Siegen bei vier Niederlagen für die Play-offs qualifiziert und trafen im Divisional-Play-off-Spiel auf die Los Angeles Rams. Pearson fing in dem Spiel einen 83 Yard Touchdown-Pass von Quarterback Roger Staubach. Mit einem zweiten Touchdown war er einer der entscheidenden Spieler beim 27:16-Sieg seiner Mannschaft. Die 27:10-Niederlage der Cowboys im NFC Championship Game gegen die Minnesota Vikings konnte Pearson allerdings daran anschließend nicht verhindern.
Im Jahr 1975 konnte Pearson seinen ersten NFC Titel gewinnen. Nach einer Saison mit zehn Siegen aus 14 Spielen konnten sich die Cowboys erneut für die Play-offs qualifizieren, wo sie zunächst auf die Minnesota Vikings trafen. Die Cowboys lagen kurz vor Spielende mit 14:10 zurück, als ihm auf Pass von Quarterback Roger Staubach ein Lauf über eine Strecke von 50 Yards in die gegnerische Endzone gelang. Das Team aus Texas verließ mit einem 17:14-Sieg das Spielfeld. Im anschließenden NFC Championship Game schlugen die Cowboys die Los Angeles Rams mit 37:7. Pearson gelangen dabei fünf Passfänge für einen Raumgewinn von 46 Yards. Der anschließende Super Bowl X gegen die Pittsburgh Steelers ging allerdings mit 21:17 verloren. Pearson erzielte bei der Niederlage einen Touchdown und fing insgesamt zwei Pässe zu einem Raumgewinn von 59 Yards.
Pearson zog nach der regular Season 1977 erneut in das NFC Championship Game ein. Nach einem 37:7-Sieg über die Chicago Bears im Divisional-Play-off-Spiel waren die Minnesota Vikings der Gegner im NFC Endspiel. Das Team aus Minnesota trat ohne seinen etatmäßigen Quarterback Fran Tarkenton an und verlor mit 23:6. Auch die Denver Broncos mussten sich im Super Bowl dem Team von Pearson geschlagen geben, die Cowboys gewannen den Super Bowl XII mit 27:10.
Im Jahr 1978 gewann Pearson seinen dritten und letzten NFC Titel. Nach einer Hauptrunde mit zwölf Siegen bei vier Niederlagen traf sein Team im Divisional-Play-off-Spiel auf die Atlanta Falcons. Nach vier Passfängen zu einem Raumgewinn von 75 Yards durch Pearson verließen die Cowboys mit einem 27:20-Sieg das Spielfeld und besiegten danach im NFC Endspiel die Los Angeles Rams mit 28:0.  Obwohl Pearson im anschließenden Super Bowl XIII mit 73 Yards durch vier Passfänge den längsten Raumgewinn aller Wide Receiver der Cowboys erzielen konnte, gelang es ihm nicht die 35:31-Niederlage seiner Mannschaft zu verhindern.
Drew Pearson zog sich im Jahr 1984 bei einem Verkehrsunfall schwere Verletzungen zu und beendete danach seine Spielerlaufbahn. Pearson fuhr alkoholisiert mit seinem Sportwagen auf das Heck eines Sattelschleppers. Sein Bruder Carey Mark Pearson wurde bei dem Aufprall getötet.

## Nach der Laufbahn
Pearson arbeitete nach seiner Laufbahn als Sportmoderator für zwei amerikanische Fernsehsender. Er gründete im Jahr 1986 eine Firma die Kopfbedeckungen herstellt. Unter anderem produziert die Firma auch lizenzierte Produkte der NFL. Pearson ist heute Gastgeber der Drew Pearson Show. Er verfasste 2006 seine Memoiren und lebt heute in Plano, Texas.

## Ehrungen
Drew Pearson spielte dreimal im Pro Bowl, dem Abschlussspiel der besten Spieler einer NFL-Saison. Er wurde fünfmal zum All Pro gewählt. Er ist Mitglied in der  Texas Sports Hall of Fame und im NFL 1970s All-Decade Team. Die Dallas Cowboys ehren ihn auf dem Dallas Cowboys Ring of Honor. Am 6. Februar 2021 gab die Pro Football Hall of Fame bekannt, Pearson als Teil der Hall-of-Fame-Klasse von 2021 aufzunehmen.

## Quelle
- Drew Pearson: Hail Mary - The Drew Pearson Story. Rogers Publishing & Consulting, Inc, 2006, ISBN 0-9777558-2-7 (englisch).

| Personendaten    | Personendaten                                               |
| ---------------- | ----------------------------------------------------------- |
| NAME             | Pearson, Drew                                               |
| KURZBESCHREIBUNG | US-amerikanischer American-Football-Spieler und Unternehmer |
| GEBURTSDATUM     | 12. Januar 1951                                             |
| GEBURTSORT       | South River, New Jersey, USA                                |